# Conseil communal (Luxembourg)
Pour les autres articles nationaux ou selon les autres juridictions, voir Conseil communal.
Ne doit pas être confondu avec Conseil communal de la ville de Luxembourg.
Le conseil communal est l'assemblée délibérante d'une commune au Luxembourg. Il comprend plusieurs membres qui portent le titre de « conseillers communaux ». Le collège des bourgmestre et échevins se compose d'un bourgmestre et de plusieurs échevins. 

## Fonctionnement
La formation, les attributions et les devoirs du conseil communal sont régis par la loi communale du 13 décembre 1988.
Le conseil communal vote le budget, les règlements communaux, les impôts communaux et est responsable de tout ce qui a trait au personnel communal.
Le conseil communal peut être conseillé par les commissions consultatives ou par le conseil communal d'enfants et de jeunes.